# プジェミスワフ・ミストコフスキ
プジェミスワフ・ミストコフスキ（Przemysław Mystkowski 、1998年4月25日 - ）は、ポーランド・ビャウィストク出身のプロサッカー選手。Iリガ・GKSティヒ所属。ポジションは、ミッドフィールダー（攻撃的ミッドフィールダー）。

## タイトル
ミエジュ・レグニツァ
- Iリガ: 2017-18[1]

ヤギエロニアII
- IVリガ (ポドラシェ県): 2019-20[2][3]